# Acacia bancroftiorum
Acacia bancroftiorum är en ärtväxtart som beskrevs av Joseph Henry Maiden. Acacia bancroftiorum ingår i släktet akacior, och familjen ärtväxter. Inga underarter finns listade i Catalogue of Life.